# ヌーベルキュイジーヌ

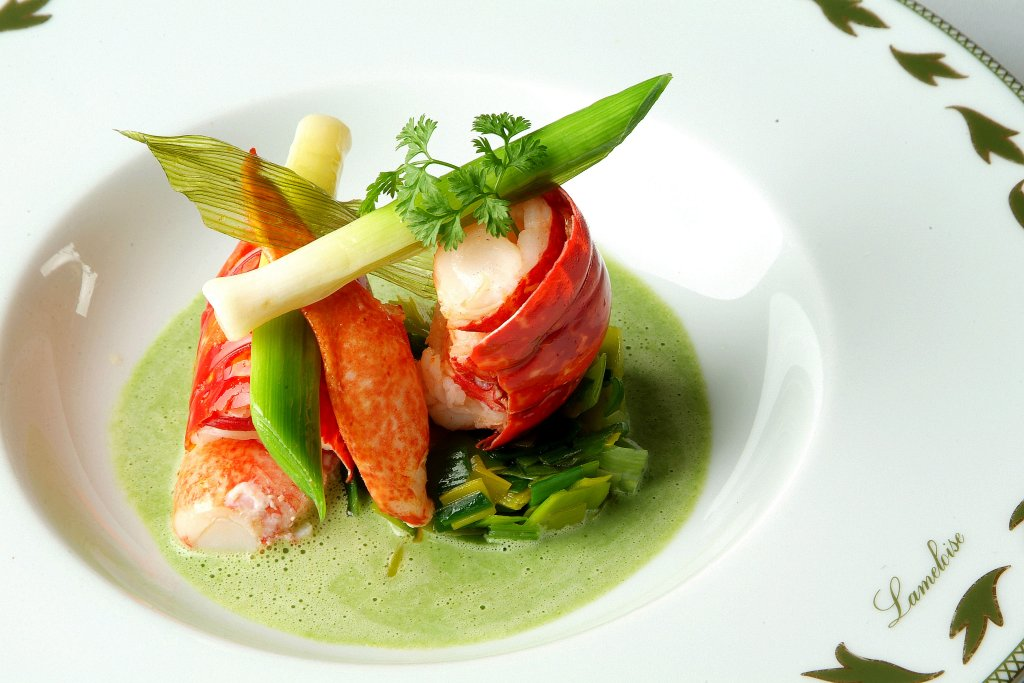
ヌーベルキュイジーヌの盛り付け例

ヌーベルキュイジーヌ （仏: nouvelle cuisine）は、フランス語で「新しい料理」 を意味し、料理や見せ方などの方法・スタイルの一つである。キュイジーヌ・クラシックやオートキュイジーヌと呼ばれる正餐用の料理に比べて、軽く繊細で、印象的な盛りつけ方に特徴がある。この呼称は、1970年頃に料理評論家のアンリ・ゴー、アンドレ・ガイヨーとクリスティアン・ミヨで作られたレストランガイドであるゴー・ミヨで一般的になった。そして、この特徴をもつ料理の流れのはじまりは1972年または1973年とされる。

## 「ヌーベルキュイジーヌ」という言葉の歴史

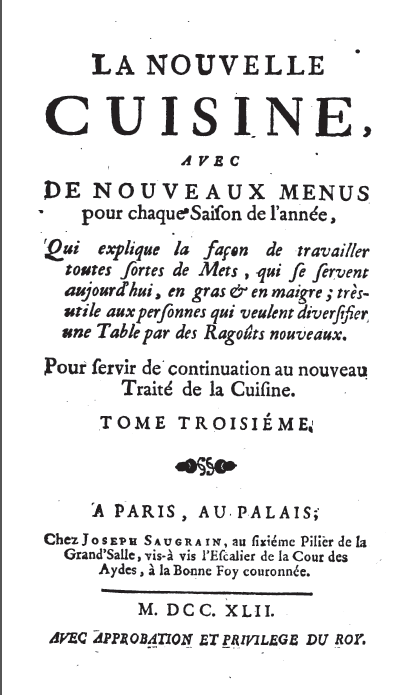
ムノン『ヌーベルキュイジーヌ』 (1742)

「ヌーベルキュイジーヌ」という言葉自体は、それまでもフランス料理の歴史のなかで何度か使われてきている。
1730年代と1740年代、数人のフランス人作家が伝統的な料理法に対して、彼らの料理法に「新しい」とか「モダンな」などと形容した。
ヴァンサン・ラ・シャペルは、1733年に英語版の『The Modern Cook』、1735年にはフランス語版の『Le Cuisinier Moderne』という、日本語では『現代の料理人』と訳されるヌーベルキュイジーヌに繋がる料理本を出版している。また、ムノンの最初の料理本である『新料理論』は、1739年に出版されている。さらに1742年に同書の3巻目のタイトルとして「ヌーベルキュイジーヌ」という言葉を導入している。

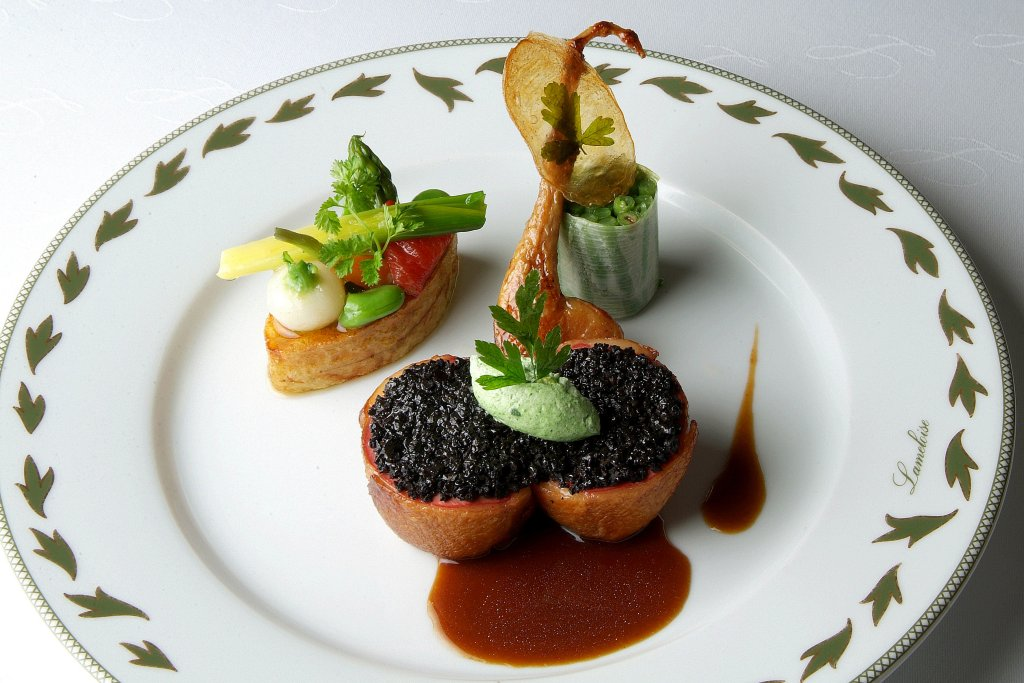
A ジャック・ラムロワーズ（ミシュランガイドの3つ星シェフ）によるヌーベルキュイジーヌの盛り付け

1880年代から1890年代にかけては、オーギュスト・エスコフィエの料理法が、最近ではアンドレ・ガイヨーの料理が「ヌーベルキュイジーヌ」だと言われることもあった 。
また、アンリ・ゴー、クリスティアン・ミヨらが、フェルナン・ポワンの弟子たちの料理を表現するのにこの語を利用した。すなわち、ポール・ボキューズ、アラン・シャペル、ピエールとジャンのトロワグロ兄弟、ミシェル・ゲラール、ロジェ・ヴェルジェ、レイモン・オリヴェールなどがそれに該当する。
ポール・ボキューズによれば、この言葉はアンリ・ゴーが、ポール・ボキューズの料理や超音速旅客機コンコルドの処女飛行時の料理のために集まったトップシェフ達の料理を表現するのに使い始めたとされる。
またゴーとミヨによれば、ヌーベルキュイジーヌは、オーギュスト・エスコフィエの「正統的」な料理に対する反動である。しかし、ヌーベルキュイジーヌは、ミシェル・ゲラールが始めた温泉料理である「薄口料理」（Cuisine minceur）とは異なる。そもそもヌーベルキュイジーヌが作られるきっかけとなったのは、第二次世界大戦の勃発が原因であり、ナチス・ドイツの占領による食料統制下で肉などの供給が不足に陥り、自然発生的に発達した料理法なのである。

## ヌーベルキュジーヌの形式
ゴーとミヨによれば、ヌーベルキュジーヌには次の10の形式に則っていることが多い。

## ヌーベルキュイジーヌと古典回帰
一時期は主要なレストランがヌーベルキュイジーヌを取り込んでいたが、現在、ヌーベルキュイジーヌの発想は活況を呈しているとは言えない。1980年代の中頃になると、フランス料理の伝統技法を土台としながら、新しい技法を融合させていくという「キュイジーヌ・モデルヌ」というスタイルが新たに提唱され、再びバターや伝統的なソースの重要性が認識されるようになった。その代表的なシェフが、ジョエル・ロブション、アラン・デュカス、ピエール・ガニェールなどであり、古典回帰と新技法の調和によって、世界的名声を博するようになった。

## ギャラリー

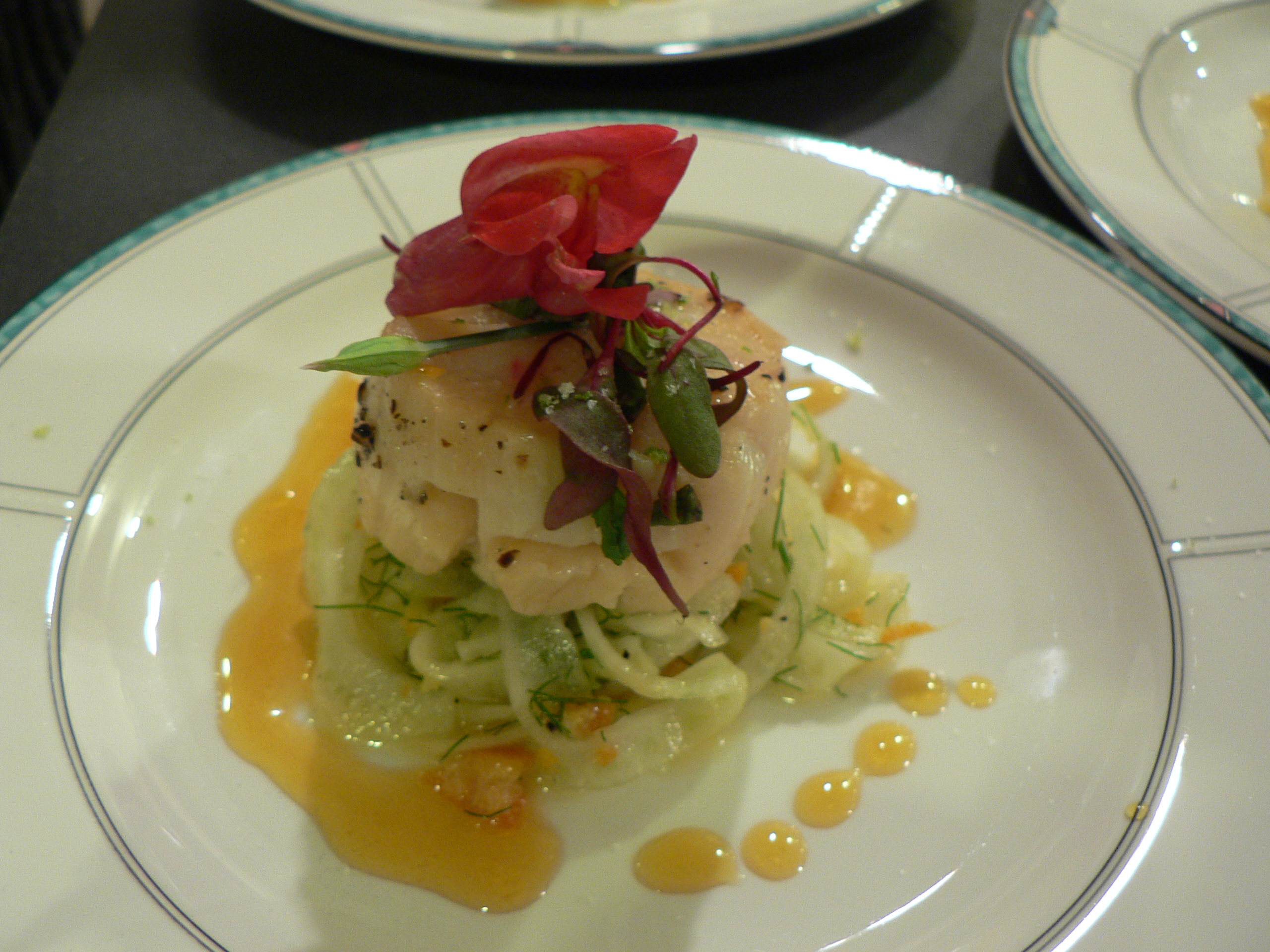
ホタテとオレンジの料理